# Активный день колеса (Дюссельдорф)

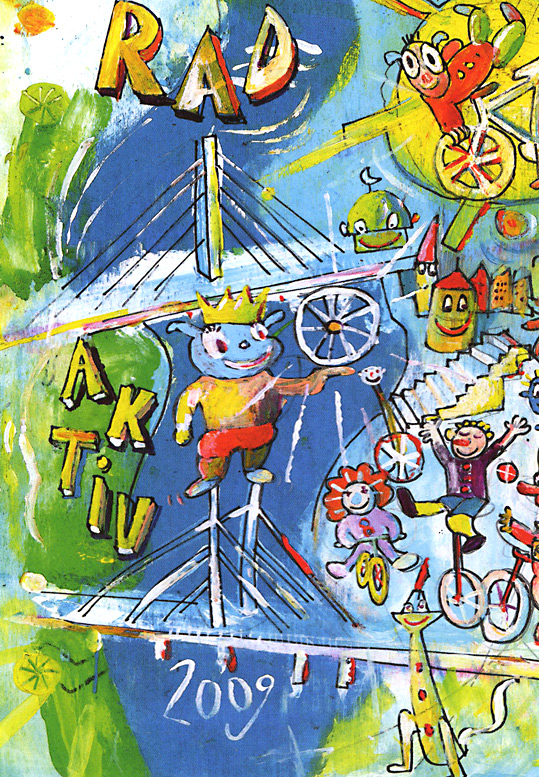
Логотип праздника 2009 года

Активный день колеса (нем. Der Radaktivtag) — ежегодный праздник любителей активной велосипедной езды в Дюссельдорфе.

## Предыстория
Первый общегородской официальный велопраздник в Дюссельдорфе состоялся в 2006 году, но он имеет значительную предысторию. Ещё в начале девяностых годов XX века в городе проходили массовые велошествия, протестующие против засилия автомобилей на улицах и дорогах. В них принимали участие тысячи велосипедистов. Отношения между любителями велоезды и автомобилистами были натянутыми и недружелюбными. Уже тогда руководства города во главе с Обер-бургомистром начали искать выход из создавшегося положения и именно тогда началось массовое строительство велодорожек. Но протесты не прекращались и только с приходом Вернера Леонхардта (Werner Leonhardt) на должность отдела по велодвижению при мэрии Дюссельдорфа, дело пошло на лад. К 2005 году был найден компромисс: вместо велопротестов проводить велопраздники, причём под покровительством обер-бургомистра. В 2006 году протестное движение сошло на нет. Важную роль в этом деле сыграло движение партии зелёных, которая всегда поддерживала велосипедистов.

## Традиция
Традиция проводить День велосипеда начинается с первого праздника, проведенного в 2006 году. Тогда велосипедисты собрались на площади Бургплац на набережной Рейна. Это место рядом с мэрией города в самом его центре. В 2007 году история повторилась, причём было принято решение постоянно проводить праздник велосипеда в последнюю субботу июня.
3-й День велосипеда прошёл в субботу 28 июня 2008 года, но уже немного в стороне, хотя также на променаде Рейна. Событие активно освещалось местными средствами массовой информации и по городу было развешено много цветных реклам.
В 2009 году велосипедисты праздновали свой день в субботу 27 июня также на променаде Рейна. На этот раз к началу массовго праздника был организован звёздный велопоход, когда из пригородов колонны велосипедистов в сопровождении полиции прибыли на Велосипедную станцию у главного ж.д. вокзала, а потом общей колоной отправились на набережную Рейна.
В Активном дне колеса принимают участие тысячи велосипедистов, а вместе с народом, приходящим посмотреть, общее количество возрастает до 20 тысяч. В 2009 году в празднике принял участие известный персонах Тур де Франс, называемый «Дьяволом Тура». Он восседал на самом большом в мире тандеме.
Велосипедисты и зрители могут увидеть на празднике новейшие конструкции велосипедов известных фирм, приобрести принадлежности и велозапчасти и принять участие в спортивных и шуточных мероприятиях.